# عزلة بني سباء (المحويت)
عزلة بني سباء هي إحدى عزل مديرية بني سعد في محافظة المحويت اليمنية ويبلغ تعداد سكانها 2210 نسمة حسب التعداد السكاني في اليمن لعام 2004.